# Kai Rannenberg
Kai Rannenberg (* 1964) ist ein deutscher Informatiker und Hochschullehrer an der Johann Wolfgang Goethe-Universität Frankfurt am Main. Seit Beginn der 1990er-Jahre engagiert er sich in internationalen Vereinigungen und Kommissionen zur Standardisierung der IT-Sicherheit und des Datenschutzes. Von 2015 bis 2020 war Rannenberg Mitglied der Permanenten Gruppe der Interessenvertreter der Europäische Agentur für Netz- und Informationssicherheit.

## Leben und Wirken
Kai Rannenberg studierte nach dem Abitur am Ratsgymnasium in Wolfsburg an der TU Berlin das Fach Informatik, was er mit dem Diplom abschloss. 1989 bis 1993 forschte er an der Albert-Ludwigs-Universität Freiburg, wo er 1997 im Fach Wirtschaftswissenschaften zum Dr. rer. pol. promovierte mit dem Thema: Kriterien und Zertifizierung mehrseitiger Sicherheit. 1999 bis 2002 arbeitete er bei Microsoft Research in Cambridge. Seit 2002 leitet Kai Rannenberg den Lehrstuhl für Mobile Business & Multilateral Security an der Johann Wolfgang Goethe-Universität in Frankfurt am Main.

## Auszeichnungen und Ehrungen
- Dissertationsauszeichnung der Alcatel-SEL
- Friedrich-August-von-Hayek-Preis der Universität Freiburg und der Deutschen Bank